# 山竹醇
山竹醇（英語：Garcinol），又名山竹子素（英語：camboginol），是一种天然聚异戊二烯基二苯甲酮衍生物。于1973年由A.V. Rama Rao等人首次在藤黄果（学名：Garcinia cambogia）外皮中提取得到这种黄色晶体物质，并于1980年利用红外光谱和核磁共振氢谱确定其结构，并命名为"camboginol"。
山竹醇也可以从印度藤黄（学名：Garcinia indica）中提取得到。在其他藤黄属的植物中也有少量报道，但含量均不及前两者。
因为其结构和姜黄素一样都具有酚羟基和β-二酮结构，使得其具有抗氧化、抗衰老和抗癌特性。